# Мнацян, Самвел Рубикович
Самвел Рубикович Мнацян (5 марта 1990, Омск — 5 октября 2019, Фрайбург-им-Брайсгау) — российский хоккеист, защитник. Воспитанник омского хоккея. Брат Давид Мнацян также хоккеист.

## Биография
Мнацян начал карьеру в омском «Авангарде», играя в юниорской и молодёжной командах, но и не смог подняться на уровень главной. Проведя сезон в молодёжной команде «Омские ястребы», Мнацян перешёл в ХК «Кладно» из чешской экстралиги в сезоне 2010/11 (в семи матчей не набрал ни одного очка).
Из Чехии перебрался в Казахстан, в команду «Арлан» из Кокшетау. Дебютировал в чемпионате Казахстана по хоккею в 2011 году. На следующий сезон подписал контракт со столичным «Барысом» из Континентальной хоккейной лиги. Спустя год, в 2013 году, присоединился к нижнекамскому «Нефтехимику» и провел два сезона в Высшей хоккейной лиге, выступая за пермский «Молот-Прикамье» и альметьевский «Нефтяник». 25 июня 2015 года подписал контракт с командой «Адмирал» Владивосток. В 2018 году стал игроком «Сибири».
В августе 2018 года было заявлено, что у Мнацяна диагностировано онкологическое заболевание, которое требует незамедлительного лечения. В одном из матчей Мнацян получил удар в спину; на шестом позвонке образовалась опухоль, приведшая к злокачественному образованию, которое дало метастазы на печень и мочевыводящие каналы..
Скончался 5 октября 2019 в городе Фрайбург-им-Брайсгау, Германия.
Похоронен в Омске на Старо-Северном кладбище.